# Четверта республіка (книга Бориса Ложкіна)
«Четверта республіка. Чому Європі потрібна Україна, а Україні — Європа» — книга Бориса Ложкіна, колишнього голови Адміністрації Президента України, написана у співавторстві з російським журналістом Володимиром Федориним. Вийшла 18 березня 2016 року російською мовою. Одночасно з російським оригіналом вийшов переклад українською, потім англійською та німецькою. Книга мала широкий резонанс і викликала неоднозначні оцінки в Україні, серед яких були звинувачення автора у прихильності концепції російського світу.

## Історія написання
«Протягом першого року роботи в АП мені доводилося багато дискутувати про історію України, її стратегії, реформи, необхідні для будівництва нормальної європейської країни. До кінця цього року я накопичив досвід і знання, які, без перебільшення, можна назвати унікальними. І у мене з'явилася потреба ними поділитися. Так народилася ідея написати книгу», — так Борис Ложкін описав передумови для початку роботи над книгою.
Співавтором книги був російський журналіст Володимир Федорин, з яким Ложкін в 2011 розпочинав проект «Forbes Україна», який належить UMH Group.

### Назва
Автори пояснюють вибір назви книги тим, що, на їхню думку, після Революції Гідності в історії України настав період Четвертої республіки.
«Ми порахували, що першою республікою була Українська Народна, яка проіснувала з 1917-го по 1919-й. Друга — Українська РСР. Україна 1991—2013 років — це Третя республіка. У 2014-му, після Революції гідності, почалася нова епоха — Четвертої республіки, завдання якої — побудовати сучасну демократичну державу і потужну економіку», — зазначив Ложкін.

### Робота над книгою
Робота над авторським текстом книги «Четверта республіка» відбувалася з травня по грудень 2015 року.
Як розповідали автори, вони працювали у форматі розмов, які пізніше і лягли в основу книги.
«Ми працювали над книгою по неділях, іноді ночами в будні. І навіть в ізраїльській клініці. Майже ніхто не знає, що у вересні 2015 року мені робили серйозну операцію. Але не було б щастя, та нещастя допомогло: з'явилась незапланована 10-денна „відпустка“, що дозволило виконати значну частину роботи над книгою», — розповідав Ложкін.
Після завершення роботи над текстом книги в грудні 2015 року ще два місяці зайняло внесення правок, уточнення фактів, оформлення.
«Мені неодноразово хотілося доповнити текст, врахувати більш пізні події, але ситуація в країні розвивається так стрімко, що в гонитві за новинами я ніколи не зміг би поставити крапку. Зрештою, ця книга — не стільки про недавнє минуле та сьогодення, скільки про майбутнє», — зазначав Ложкін.

## Короткий зміст
Перший розділ («Смак влади») присвячений подіям 2013—2014 років, коли в Україні відбулася зміна влади, а Борис Ложкін включився в роботу з будівництва нових державних інститутів.
Другий («Без карти») — це коротка історія Третьої республіки, подана через призму фактів біографії Бориса Ложкіна.
Третій розділ («Революція цінностей») присвячений бійцям, волонтерам, громадським активістам. «Їхня самопожертва — справжній атестат зрілості, підтвердження того, що в Україні склалася сучасна політична нація», — йдеться у книзі.
Розділ четвертий, «Пан Президент» — короткий нарис перших півтора років президентства Петра Порошенка.
П'ятий і шостий розділи («Побудова сучасної держави» і «Спецназ реформ») присвячені процесу перезавантаження і кадрових оновлень українських державних інститутів.
«Політичну і економічну структуру, сформовану в Україні в 1990—2000 роках, часто називають олігархічною. Це серйозний обмежувач, який заважає модернізації країни», — пише Борис Ложкін. Про масштаби проблеми і про шляхи її вирішення — сьомий розділ («Сутінки олігархів»).
Восьмий розділ («Українська економіка: що пішло не так») дає аналіз причин економічного відставання України від сусідів.
Дев'ятий розділ («Боротьба за реформи») розповідає про те, як забезпечити успіх і незворотність радикальних реформ, які створять передумови для сталого та динамічного економічного зростання України.
Десятий розділ («Повернення в Європу») — про те, що «Україна, яка відповідає сама за себе, — це не тягар, а підмога для будівництва спільного європейського дому».
Одинадцятий розділ («Загроза зі сходу») описує підхід до вирішення «ключового завдання українського державотворення — дати переконливу відповідь на виклик, кинутий Росією».

## Основні ідеї книги
Головною мотивацією для написання книги Борис Ложкін назвав бажання відповісти на питання, винесене в підзаголовок видання: "Чому Європі потрібна Україна, а Україні — Європа?
За словами Володимира Федорина, основний адресат книги — люди, які приймають рішення: політики, економісти, громадські діячі.
«Важливий мотив — допомогти їм спокійно, без домислів і сенсацій, розглянути картину в цілому. Очікування в суспільстві високі, але глибокого розуміння, як досягти серйозних результатів, не вистачає. На мій погляд, книга створює нормальну основу для осмислення того, що зроблено, і роздумів про те, що робити далі», — зазначав Володимир Федорин.
Серед спонукальних мотивів для написання книги «Четверта республіка» Борис Ложкін також назвав особисті причини.
«Ще одна причина — особиста. Робота над книгою дала мені хорошу можливість поміркувати стратегічно, вийти за рамки щоденних завдань і заглянути далеко вперед — побачити горизонт. І допомогла самому собі відповісти на непрості питання — наприклад, про те, чому щось в реформуванні країни пішло не так, як хотілося б», — заявив він.

## Автори
Книгу «Четверта республіка» Борис Ложкін написав у співавторстві з відомим російським журналістом Володимиром Федориним.

### Борис Ложкін
Глава Адміністрації Президента України з липня 2014 року, засновник UMH Group.
Член Ради національної безпеки і оборони України. Заступник голови Національної ради реформ. Народився в 1971 році у Харкові. У 1989—2013 роках займався бізнесом. Заснована ним UMH Group до 2010 року стала однією з найбільших мультимедійних компаній Східної Європи і єдиною публічної медіакомпанією зі штаб-квартирою в Києві.
У 2013 році в UMH Group входило понад 50 брендів-лідерів, серед яких — журнали «Forbes Україна», «Теленеделя», «Фокус», «Vogue Україна», «Кореспондент», радіостанції «Авторадіо», «Наше радіо», сайти korrespondent.net, bigmir.net.
C 2006 року — член правління WAN-IFRA, Всесвітньої асоціації виробників новинного контенту. У 2013 році увійшов до топ-30 медіаменеджерів, які працюють на пост-радянському ринку.
Переможець конкурсу «Підприємець року» за версією компанії Ernst & Young (2008). У 2013 році увійшов до трійки найкращих топ-менеджерів України. У 2014 році заснував Благодійний фонд імені Бориса Ложкіна.
Заслужений журналіст України. Кандидат філологічних наук. Автор книг: «Чи є майбутнє у Харкова?» та "Вибори: технології виборчих компаній (у співавторстві). Одружений, має доньку
.

### Володимир Федорин
Відомий російський журналіст, редактор, засновник аналітичного центру Bendukidze Free Market Center (Київ). З 2015 року громадянин України.
Народився в 1971 році в Одесі. Закінчив Московський державний університет, спеціальність — «класична філологія». У 2001—2010 роках — репортер, заступник головного редактора російської газети «Ведомости», російських журналів Smart Money та «Forbes Росія». Редактор-співзасновник «Forbes Україна» (2010—2013).
У 2013—2015 роках публікувався в американській газеті The New Times, російських виданнях «Ведомостях», «Forbes Росія». Slon.ru, rbc.ru, Esquire Росія, та InLiberty.ru, українських виданнях «Новом времени», «Українська правда», та «Фокус». Автор книги "Гудбай, імперіє. Розмови з Кахою Бендукідзе "(Львів, переклад українською: Володимир Верб'яний, Львів: ВСЛ, 2015). Російське видання книги вийшло під назвою «Дорога до свободи» (Москва, Нове видавництво, 2015). За редакцією Володимира Федоріна опубліковані книги Петра Авена і Альфреда Коха «Революція Гайдара» (Москва, Паблішер, 2011), Адама Міхніка і Олексія Навального «Діалоги» (Москва, Нове видавництво, 2015). У серпні 2015 року Президент Порошенко підписав указ про надання Володимиру Федоріну українського громадянства. Одружений, має три доньки.

## Презентація книги
18 березня в готелі «Інтерконтиненталь» у Києві відбулася презентація книги «Четверта республіка». На захід було запрошено понад 600 осіб — політики, журналісти, бізнесмени, громадські діячі. Презентацію в тому числі відвідали президент України Петро Порошенко, прем'єр-міністр Арсеній Яценюк і спікер Верховної Ради Володимир Гройсман.
Витрати на презентацію книги «Четверта республіка» 18 березня, за інформацією з офісу Бориса Ложкіна, наданою на прохання журналістів, склали 668 319 гривень 84 копійки. У цю суму входили організація ранкового брифінгу, оренда залів київського готелю «Інтерконтиненталь», вечірній фуршет, технічне забезпечення та поліграфія. У відповіді зазначається, що всі витрати Ложкін покрив сам.
23 квітня 2016 Борис Ложкін і Володимир Федорін презентували книгу в Харкові перед студентами ХНПУ ім. С. Сковороди. 24 квітня 2016 року відбулася презентація книги в рамках міжнародного літературного фестивалю «Книжковий Арсенал».
17 вересня 2016 року за книгу «Четверта республіка» Борис Ложкін та Володимир Федорін отримали спеціальну відзнаку президента львівського Форуму видавців Олександри Коваль. Під час презентації книги на Форумі видавців у Львові гендиректор «Фоліо» Олександр Красовицький повідомив, що за 5 місяців з моменту виходу в світ «Четверта республіка» стала бестселером і найбільш продаваною українською книгою серед суспільно-політичних видань. Станом на вересень 2016 року було продано 11 тисяч накладу книги. 21 жовтня 2016 року книга Ложкіна була презентована у Європі — на Франкфуртській книжковій ярмарці.

## Видання
Книга вийшла у видавництві «Фоліо» в березні 2016 року російською мовою тиражем у 3 тисячі примірників. Пізніше видавництво випустило другий тираж книги.
Одночасно з оригіналом російською також вийшов переклад книги українською тиражем у 3 тисячі примірників зроблений ?. Згодом також з'явився переклад книги на англійську мову (у перекладі ?) та німецьку мову (у перекладі ?) у видавництві «Новий друк».
Згідно умов контракту з видавництвом, Борис Ложкін отримав роялті в розмірі 100 гривень та передав видавництву усі майнові авторські права строком на 5 років. Видавництво також зобов'язалося виплачувати автору роялті з кожного тиражу книгами в розмірі 10 %.
«Видання книги оплачувало наше видавництво, оскільки вона для нас представляє комерційний інтерес, і, відповідно, платимо ми. У нас комерційне видавництво, і благодійних тиражів ми не робимо, вся наша благодійність зазвичай полягає в тому, що ми даруємо книги в госпіталі, бібліотеки, інтернати, в АТО і т. д., але в жодному разі не бізнесменам або політикам. Наш видавничий досвід говорить про те, що ми завжди платили суто символічні гонорари тим державним діячам, яких ми видавали. Ми вважаємо, що український ринок занадто бідний для того, щоб гонорари отримували люди, які можуть собі дозволити писати книги і не жити на ці гроші», — заявив в інтерв'ю Олександр Красовицький, власник видавництва «Фоліо».

## Відгуки та обговорення книги
Вихід у світ книги Бориса Ложкіна та Володимира Федорина «Четверта республіка» викликав зацікавленість, як в Україні, так і за кордоном. Свою думку з приводу видання висловили українські та зарубіжні політики, підприємці і журналісти.
|                                        | Я хочу також додати персональну пораду. Я провів минулі вихідні, читаючи мемуари Бориса Ложкіна «Четверта республіка», і рекомендував цю книгу усім моїм колегам з українських ЗМІ. Якраз через дуже потужний меседж війни з корупцією, який міститься у цій книзі, є дуже чіткі вислови стосовно його відданості та Банкової в цілому у цих питаннях, і, зокрема, стосовно генпрокурора. |
| — Джеффрі Пайєтт, посол США в Україні, | |

|                                                              | У своїй книзі Борис Ложкін доводить, що Європі потрібна Україна не тільки для того, щоб захистити її від загрози, яка походить від путінської Росії, а й для відродження духу європейської солідарності. |
| — Джордж Сорос, американський фінансист, меценат і мільярдер | |

|                                                     | Книга Бориса Ложкіна - своєрідний моментальний знімок однієї з найдраматичніших сторінок історії нашої країни, коли вирішувалася доля української державності. Ця книга - також про майбутнє України: у ній висловлюються цікаві думки про те, як провести успішні реформи, відновити сильну і ефективно функціонуючу державу. |
| — Леонід Кучма, президент України у 1994-2005 роках | |

|                                                              | Борис Ложкін розповідає історію, в створенні якої сам брав участь. Його особисте унікальне бачення буде цікавим кожному, хто розуміє цінність сучасної України для Європи і всього світу. |
| — Александр Кваснєвський, президент Польщі у 1995-2005 роках | |